# Cornucopina producta
Cornucopina producta är en mossdjursart som först beskrevs av William MacGillivray 1881.  Cornucopina producta ingår i släktet Cornucopina och familjen Bugulidae. Inga underarter finns listade i Catalogue of Life.